# 越生梅林

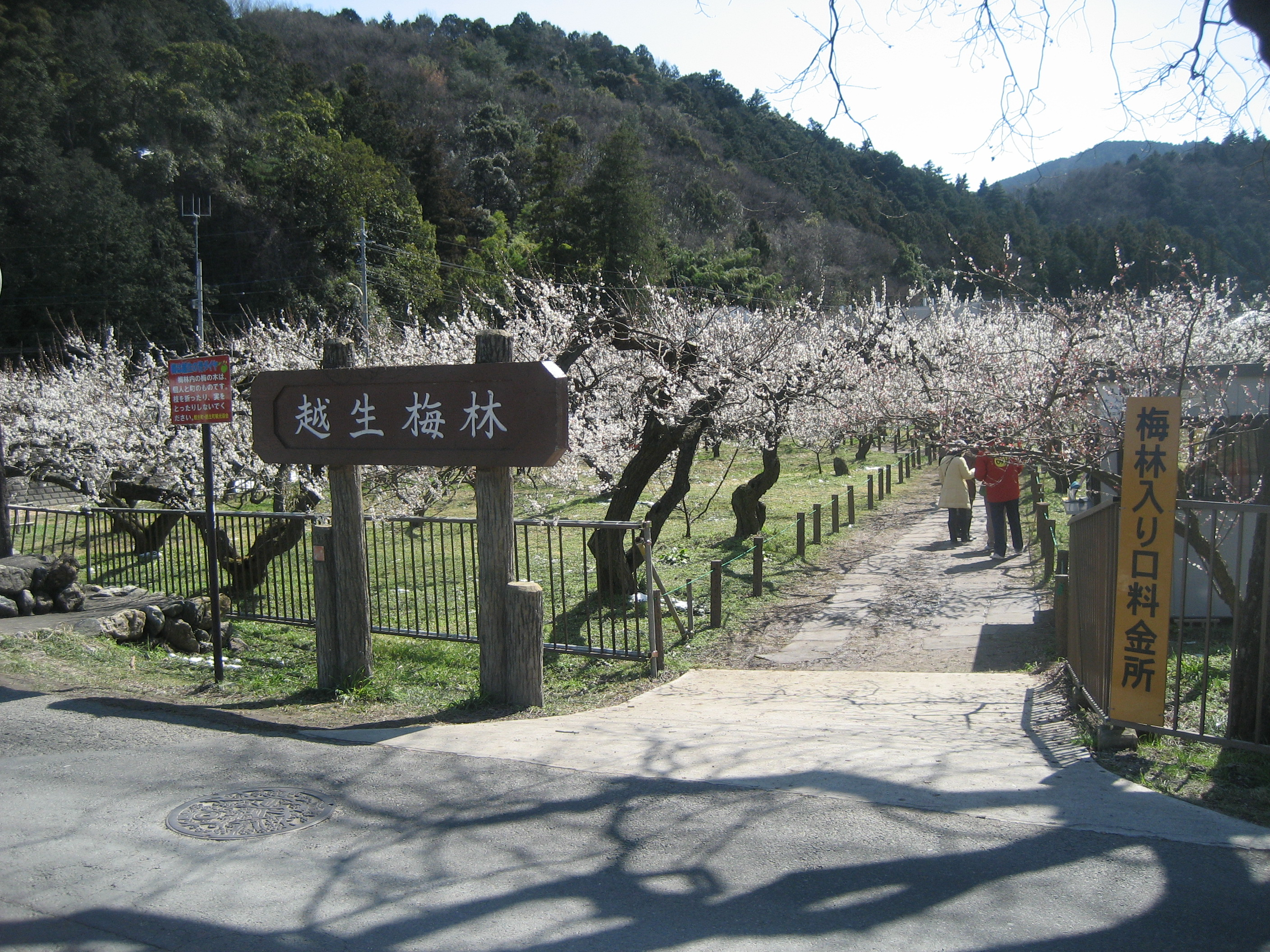
越生梅林

越生梅林（おごせばいりん）は、埼玉県入間郡越生町にある越辺川沿いに広がる梅林。水戸偕楽園、熱海梅園と共に「関東三大梅林」の1つとされている。

## 概要

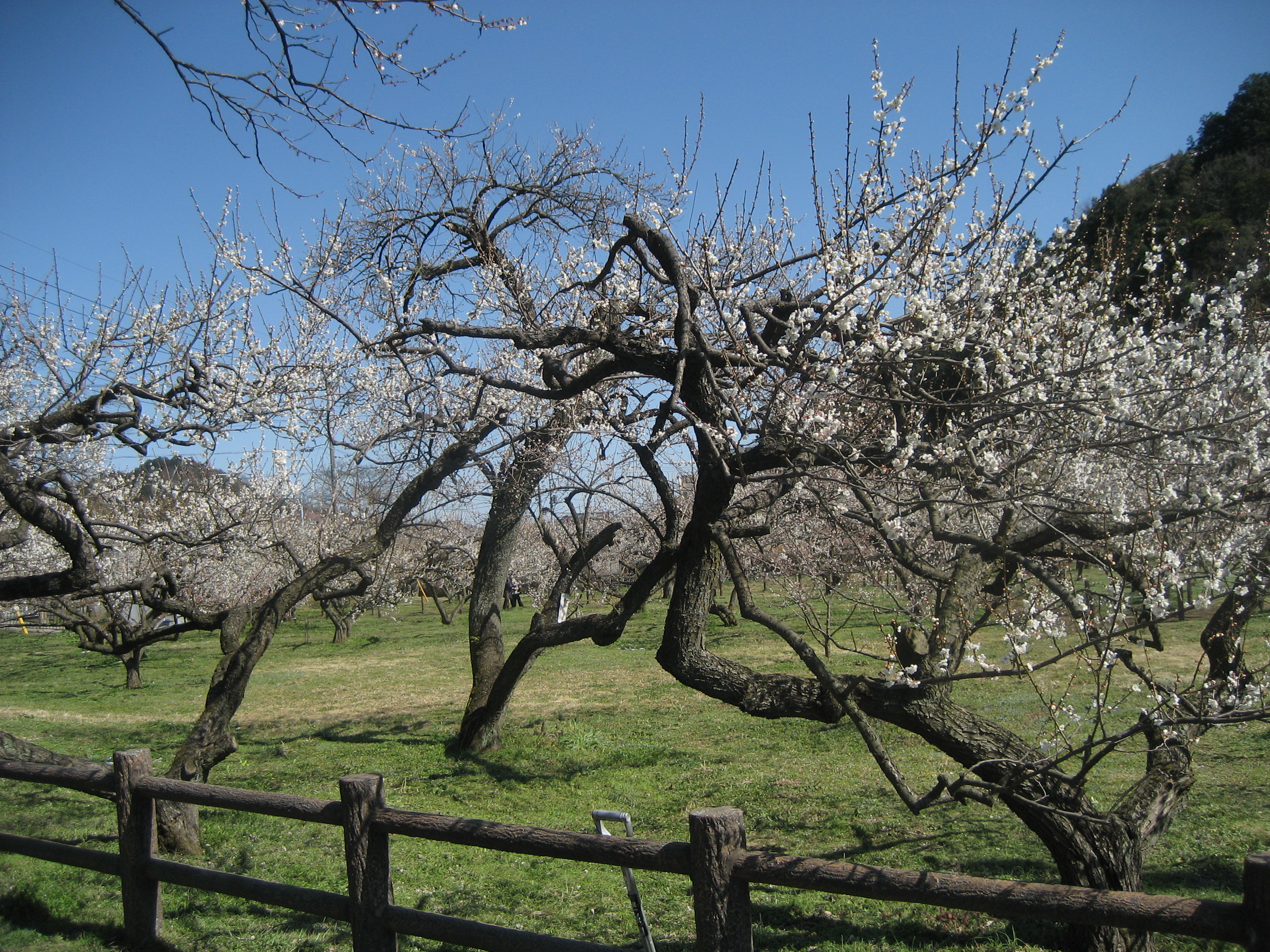
梅林内の様子

南北朝時代に武蔵国小杉村に大宰府より天満宮を分祀する（梅園神社）際に梅を植えたのが起源という。
一帯では2万本ほどの梅が栽培されており、越生梅林はその中にある「梅まつり」が行われる約2haの広さの土地をいう。
越生野梅などの保存古木など約1000本が植えられており、明治期には、佐佐木信綱、田山花袋、野口雨情らが訪れ、その風情を詩歌に残している。
『新編武蔵風土記稿』の津久根村の項には「土地梅に宜しく梅の樹多く植ゆ、実を取って梅干として江戸に送る。比辺皆同じけれど殊に当村に多しといふ」とあり、昔から梅の生産が盛んであったことをうかがわせ、現在では梅林を中心に2万5千本の梅が栽培されている。
明治期に入ると観光地として注目されるようになり、1900年（明治33年）に地元の有志らで「古梅林保勝会」が結成されて保全活動が行われ始め、翌1901年（明治34年）に梅林は奈良県の月ヶ瀬梅林に因み「新月ヶ瀬豊楽梅林（新月ヶ瀬梅林）」と名付けられた。1940年（昭和15年）には「越生の梅林」として埼玉県指定名勝となる。1955年（昭和30年）に当時の梅園村が越生町に編入され、1957年（昭和32年）に正式に越生梅林と改称された。1935年（昭和10年）頃の東武東上線・越生線沿線案内には「山紫水明の環境は月ヶ瀬に似て此の名あり」との紹介がある。
2000年（平成12年）5月5日には、埼玉新聞社の「21世紀に残したい・埼玉ふるさと自慢100選」に選出された。

## 梅まつり
毎年2月中旬から3月下旬まで梅まつりが開かれ、多くの観光客が訪れる。梅林のなかにミニSLの全長253m一周線路が敷設されており、期間内の設定日にはミニSL（かつて八高線で走っていた国鉄9600形蒸気機関車の10分の1モデル。日本工業大学付属東京工業高等学校の機械科の実習教材として制作したものを寄贈）が運行される。また、舞台では郷土芸能も披露される。2023年には開催日を限定してライトアップを開催した。

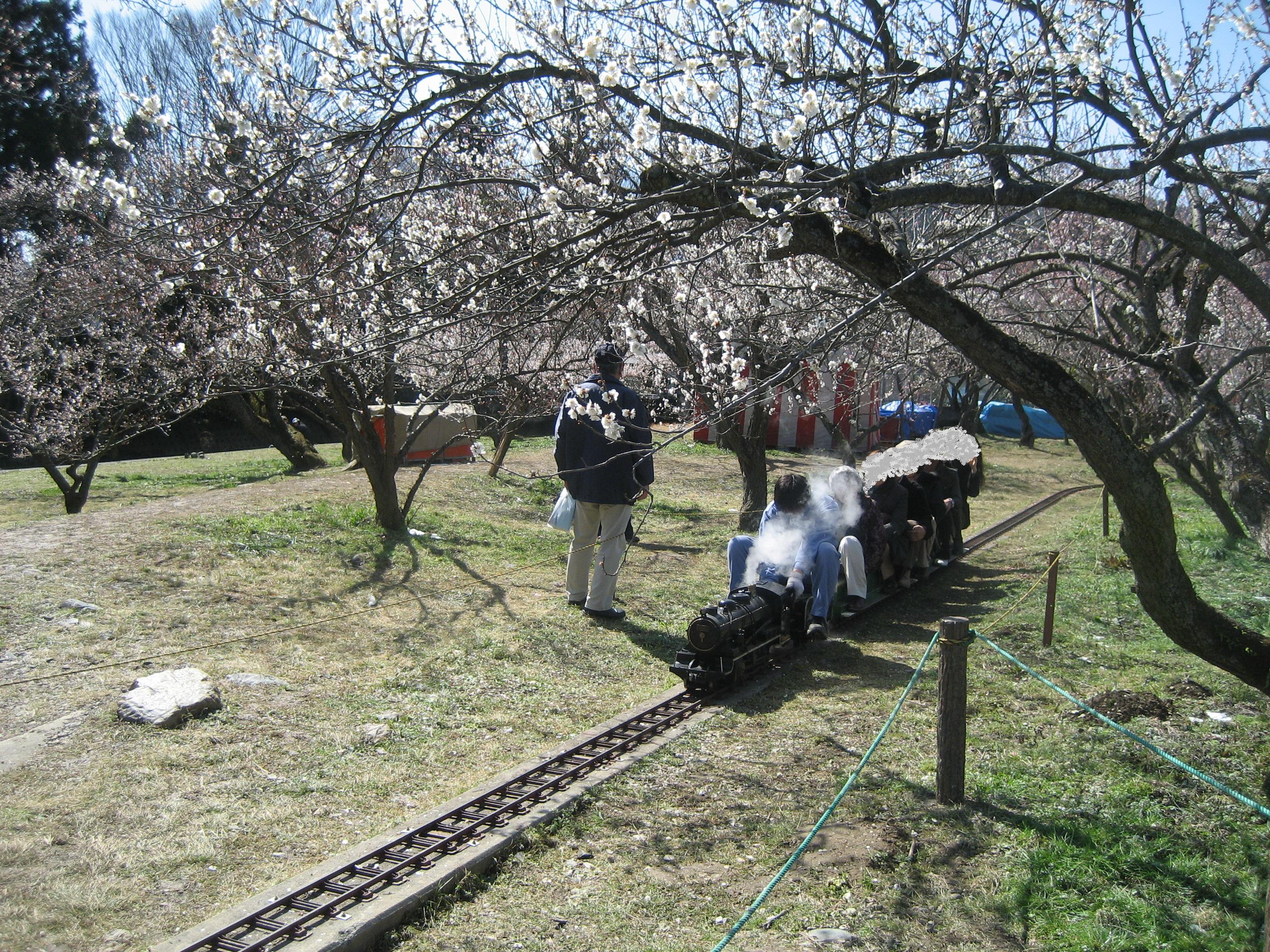
梅林内を走るSL

## 交通
公共交通
- 東武越生線（東武東上線坂戸駅乗換え）・JR八高線「越生駅」より、川越観光バス「黒山行き」、梅林入口バス停下車徒歩1分（梅まつり期間中は、休日を中心に梅林入口直行臨時便あり）。

道路
- 関越自動車道「東松山インターチェンジ」から15 km、「鶴ヶ島インターチェンジ」から16 km
- 首都圏中央連絡自動車道「圏央鶴ヶ島インターチェンジ」から15 km

## 風景

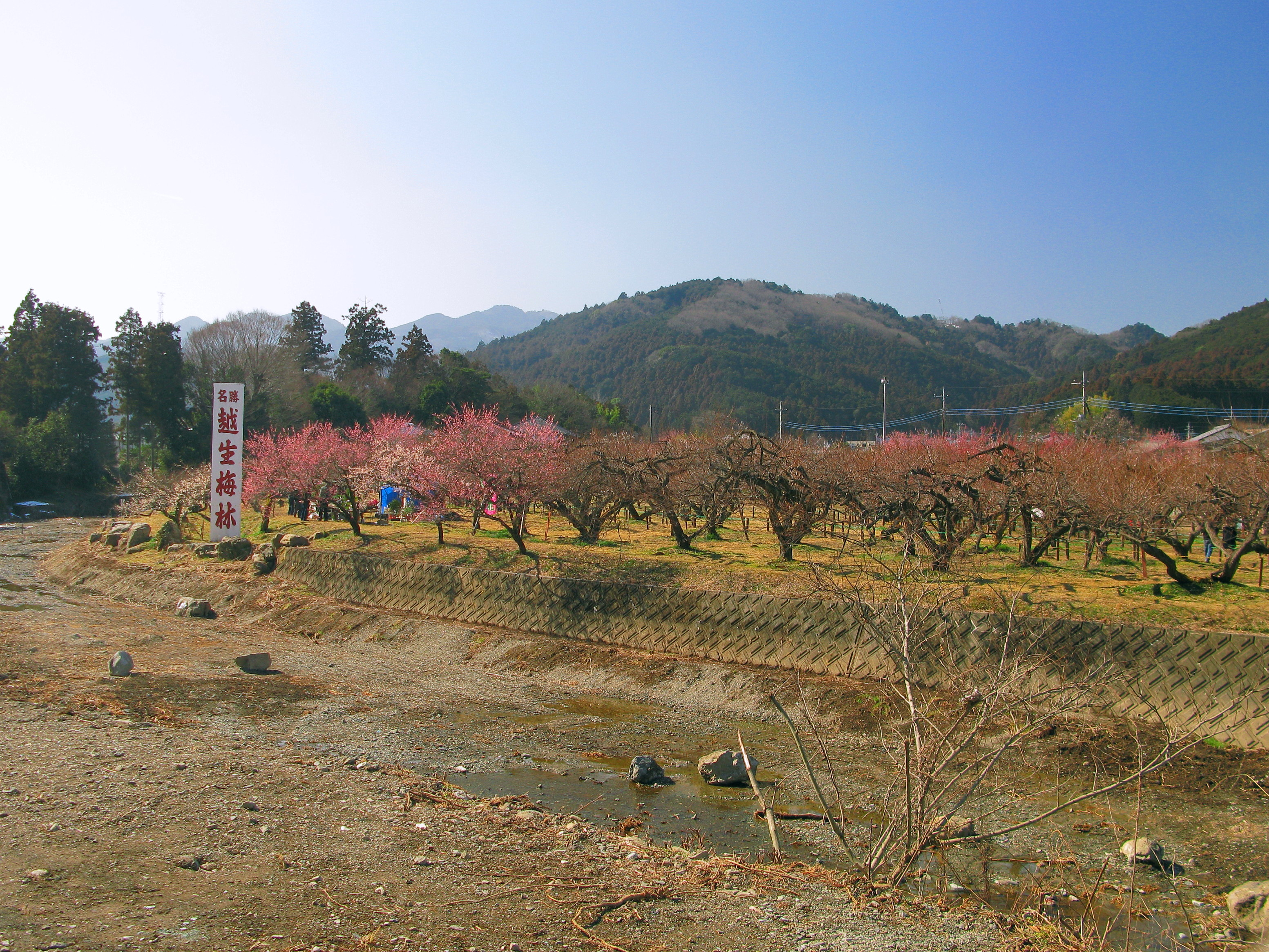
越辺川越しに望む
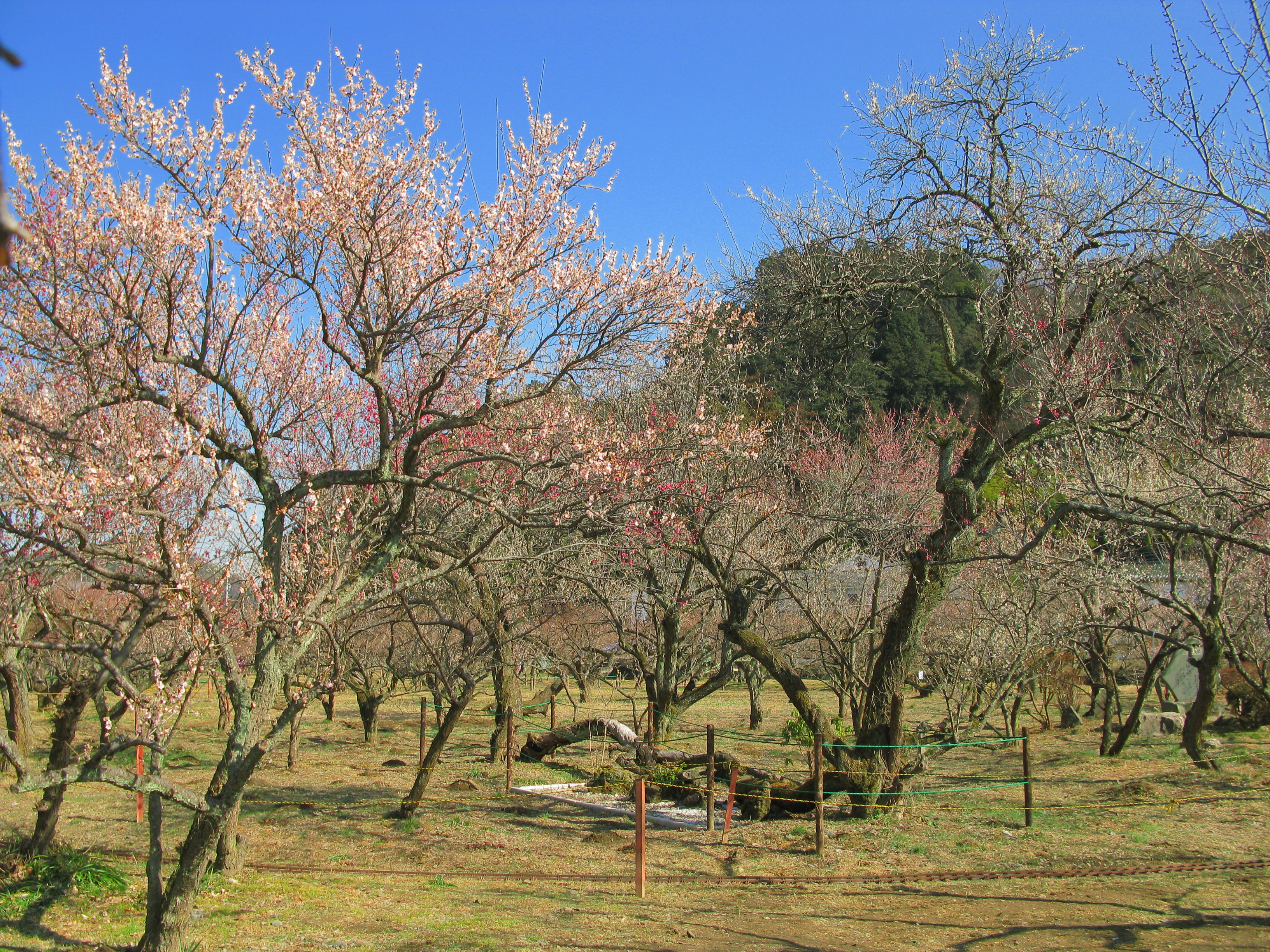
梅林内の様子
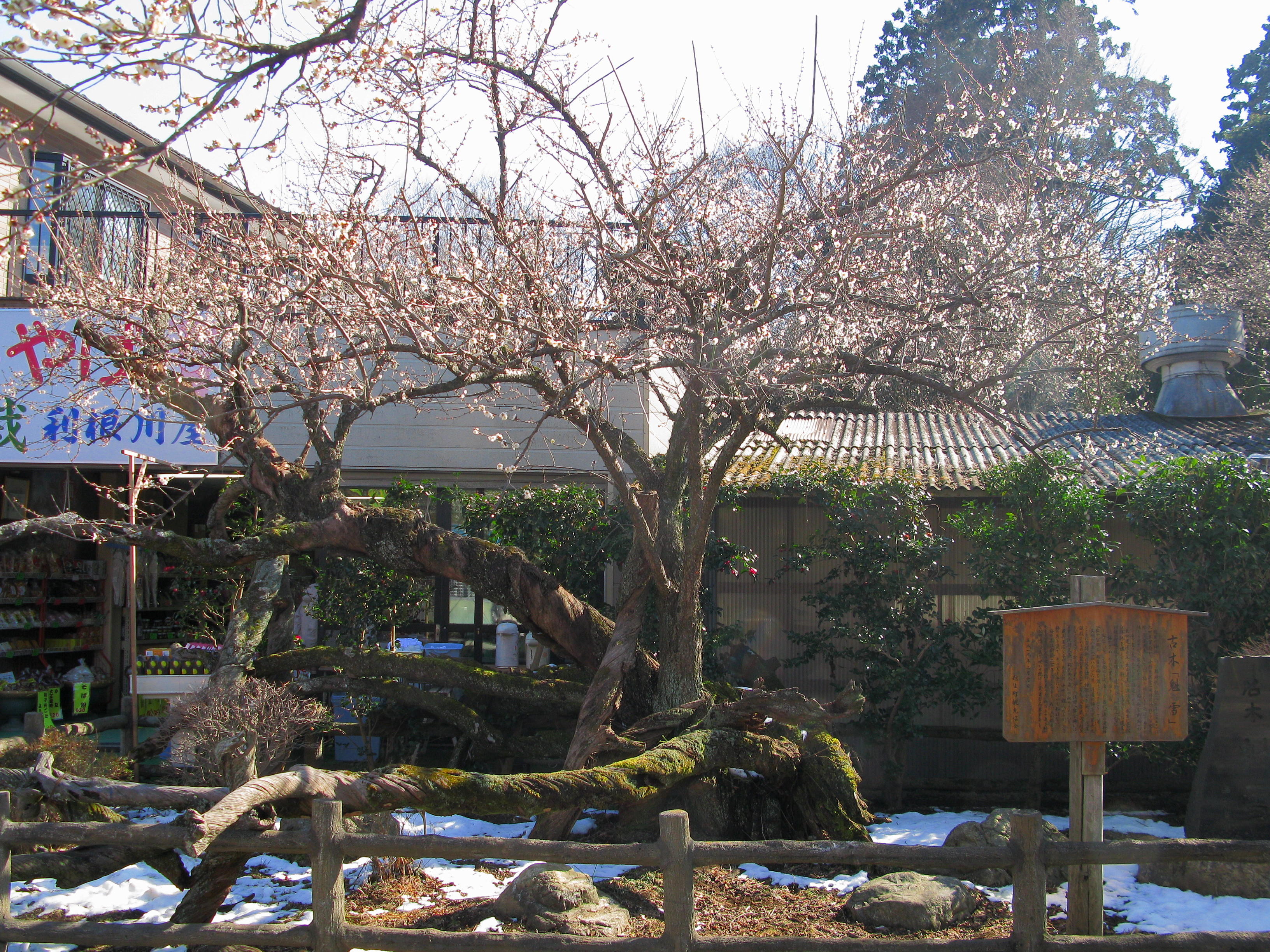
梅の古木（魅雪）
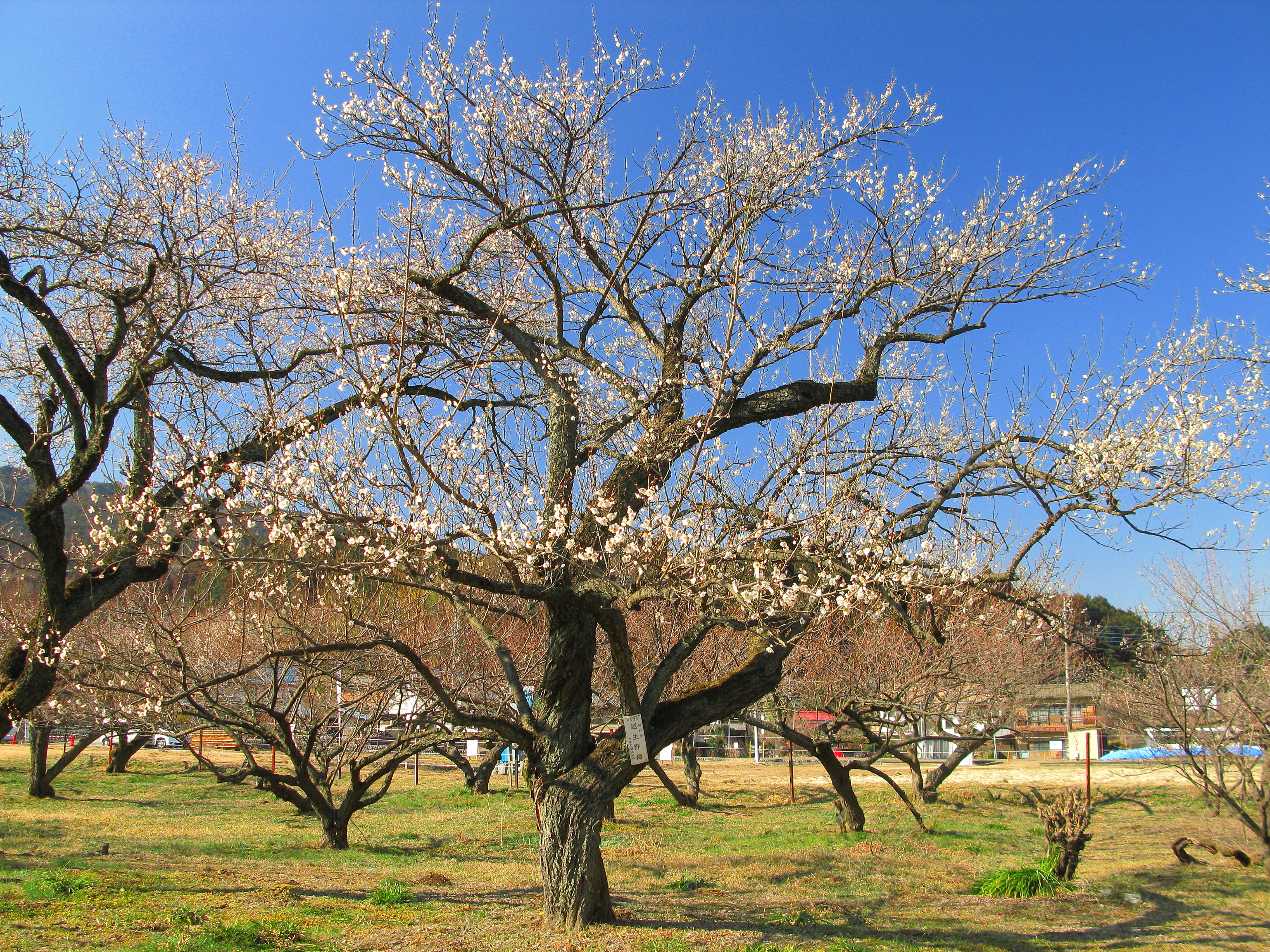
園内の梅の木
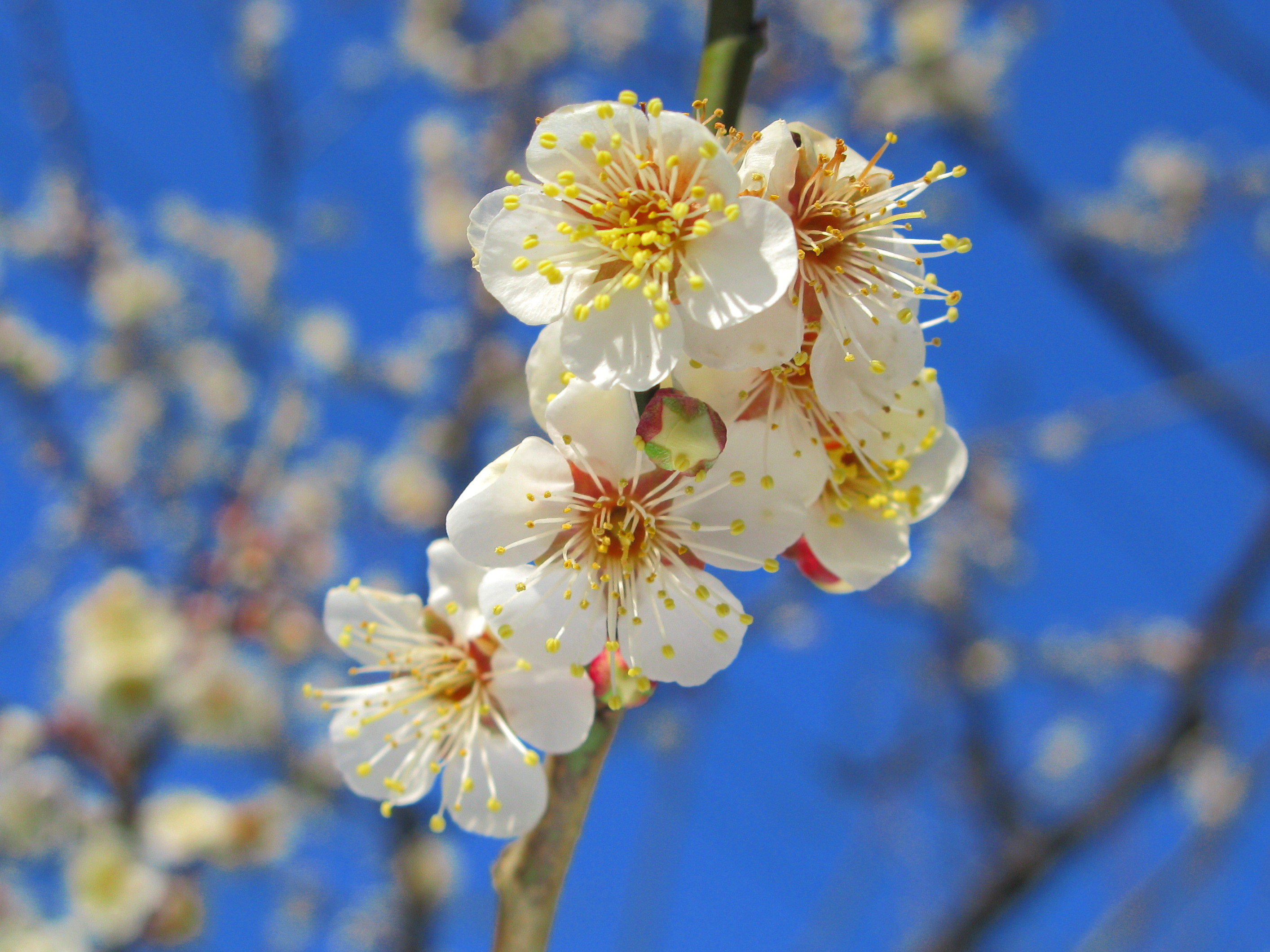
梅の花（白梅）